# 湘军志
《湘軍志》是清末民初湖南湘潭人王闓運著，是紀事本末體史書。
王闓運與湘軍將領多有交往，曾紀澤邀請他撰寫《湘軍志》。光緒三年二月，王闓運開始編纂《湘軍志》。光緒七年閏七月定稿。後應丁宝桢之邀入川，在成都刻板。光绪七年十月，携板回湘。《湘軍志》有〈湖南防守篇〉、〈曾軍篇〉、〈湖北篇〉、〈江西篇〉、〈曾軍後篇〉、〈水師篇〉、〈浙江篇〉、〈江西後篇〉、〈臨淮篇〉、〈援江西篇〉、〈援廣西篇〉、〈援貴州篇〉、〈川陝篇〉、〈平捻篇〉、〈營制篇〉、〈籌餉篇〉等十六篇。王闓運評論湘军：“湘军之可贵者，各有宗派，故上下相亲”；又说：“从湘军之制，则上下相维，将卒亲睦，各护其长，其将死，其军散，其将存，其军完。”《湘军志》高度評價曾國藩、胡林翼等人，但對湘軍的屠城與劫掠亦不掩飾。
王闓運自評《湘军志》时说：“此志自以纪事本末为易嘹，但非古法尔！”黎庶昌称赞《湘军志》“文质事核，不虚美，不曲讳，其是非颇存咸同朝之真，深合子长叙事意理，近世良史也。”《老殘遊記》載：“這人負一時盛名，而湘軍志一書做的委實是好，有目共賞，何以這詩選的未愜人意呢？”
《湘軍志》被認為輕詆湘軍及曾國藩，在湘军将领和湘籍绅士的巨大压力下，光绪八年送郭嵩焘毀版，後由成都尊經書院學生出資重刻。郭嵩焘兄弟本有纂《楚军纪事本末》的打算，“会文襄虑近于张功，事以中辍”，僅对《湘军志》中的疏漏错谬处一一笺出。1915年，郭嵩焘侄孫郭振墉將批识文字辑录成轶，并加笺注，以《湘军志评议》为名出版。黎庶昌《续古文辞类纂》辑录《湘军志》之〈曾军篇〉、〈曾军后篇〉、〈湖北篇〉、〈水师篇〉、〈营制篇〉等。另外有王定安寫作了《湘軍記》。